# صبغي 21

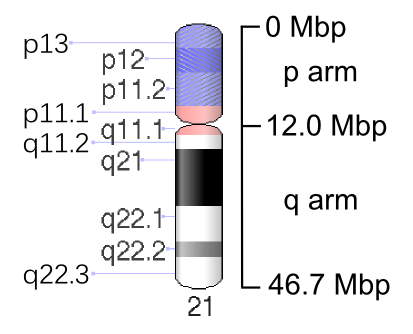

الصبغي البشري الحادي والعشرين(بالإنجليزية: Chromosome 21)‏ هو أحد 23 زوجاً صبغياً بشرياً، والشخص الطبيعي يملك زوجاً من هذا الصبغي، ويسبب وجود ثلاثة نسخ من الصبغي 21 متلازمة داون وهو أصغر صبغي بشري يحوي 47 مليون نيكلوتيد (بالإنجليزية: nucleotide)‏ اللبنة الأساسية في بناء الدنا ويمثل هذا الرقم 1.5% من الدنا الكلي في الخلية .
وفي عام 2000 تم تحديد التركيب التفصيلي لهذا الصبغي وهو بالتالي ثاني صبغي يحدد بالتفصيل بعد الصبغي 22 ولكن تحديد المورثات لم يتم بعد وهنالك اختلافات بين العلماء فهو قد يحوي من 300 إلى 400 مورثة